# Dicranomyia rectistyla
Dicranomyia rectistyla är en tvåvingeart som först beskrevs av Alexander 1967.  Dicranomyia rectistyla ingår i släktet Dicranomyia och familjen småharkrankar. Inga underarter finns listade i Catalogue of Life.